# 2219 Mannucci
2219 Mannucci eller 1975 LU är en asteroid i huvudbältet som upptäcktes den 13 juni 1975 av Félix Aguilar-observatoriet. Den är uppkallad efter Edgardo Mannucci.
Asteroiden har en diameter på ungefär 38 kilometer.